# Hazel Crest
Hazel Crest – wieś w Stanach Zjednoczonych, w stanie Illinois, w hrabstwie Cook.